# Momofuku Ando
Momofuku Ando, japonsky 安藤 百福 (5. března 1910, Phoh-á-kha – 5. ledna 2007, Ikeda) byl japonský vynálezce a obchodník narozený na území dnešního Tchaj-wanu (japonským občanem byl od roku 1966). V roce 1958 vynalezl instantní nudle, výrobek na bázi škrobů, který netřeba vařit a stačí ho zalít horkou vodou. Instantní nudle se pak staly hlavní výrobním artiklem jeho firmy Nissin Foods, kterou založil v roce 1948, a která se původně zaobírala výrobou a prodejem soli. Velký úspěch firmě přinesly "Cup noodles", nudle v kelímku, populární zvláště v USA. Ando tuto variantu nudlí vymyslel v roce 1971.